# Vincas Vitkauskas
Vincas Vitkauskas (pol. Wincenty Witkowski; ur. 4 października 1890 w Užbaliai k. Wyłkowyszek, zm. 3 marca 1965 w Kownie) – litewski generał i naczelny wódz armii w 1940 roku, radziecki deputowany w latach 1940–1954. 

## Życiorys
W 1914 roku ukończył gimnazjum w Orle. W czasie I wojny światowej walczył w armii rosyjskiej, kończąc jednocześnie Aleksiejewską Szkołę Wojskową w Moskwie. 
Po powrocie na Litwę mianowany administratorem okręgu Wyłkowyszki. W 1919 roku dobrowolnie wstąpił do tworzącej się armii litewskiej, walcząc z wojskami bolszewickimi i polskimi atakującymi Litwę. 
Po zakończeniu wojny pracował m.in. jako wykładowca szkół wojskowych. W 1935 roku awansowany na generała brygady, cztery lata później na generała dywizji. 
22 stycznia 1940 roku prezydent Smetona mianował go naczelnym wodzem armii litewskiej w miejsce Stasysa Raštikisa. Funkcję tę sprawował do 15 czerwca 1940 roku, kiedy to Litwa przyjęła ultimatum radzieckie. 
W czasie II wojny światowej przebywał w Moskwie jako wykładowca Wyższej Akademii Wojennej oraz deputowany do Rady Najwyższej ZSRR z terenu Litwy. W 1946 roku powrócił do kraju, gdzie pracował na Politechnice Kowieńskiej jako szef katedry wojskowości. W latach 1946–1954 pełnił obowiązki deputowanego do Rady Najwyższej Litewskiej SRR. 
Zmarł w Kownie, został pochowany na cmentarzu Petraszuńskim. 
Przez większość historyków oceniany krytycznie, jako jeden z głównych odpowiedzialnych za przyjęcie przez Litwę ultimatum z 1940 roku. Przedmiotem niechęci współczesnych była również jego współpraca w procesie sowietyzacji Litwy i jej armii, jak również przyjęcie funkcji deputowanego do fasadowych zgromadzeń radzieckich.